# Dorrance (Kansas)
Pour les articles homonymes, voir Dorrance.
Dorrance est une ville américaine située dans le comté de Russell, au Kansas. Selon le recensement de 2020, sa population est de 146 habitants.